# 육십진법
육십진법(六十進法, sexagesimal)은 60을 기수로 하는 법칙이다.

## 개요
60(이진법 111100, 삼진법 2020, 사진법 330, 오진법 220, 육진법 140, 팔진법 74, 구진법 66, 십진법 60, 십일진법 55, 십이진법 50, 십오진법 40, 십육진법 3C, 십팔진법 36, 이십진법 30, 삼십육진법 1O)은 매우 여러가지로 나뉘는 합성수, 즉 약수가 많은 수다. 60은 12개의 '인수', 즉 그것을 나누어 떨어지는 수를 가진다.(십진수로 1, 2, 3, 4, 5, 6, 10, 12, 15, 20, 30, 60). 그렇기 때문에 60이나 60의 배수를 가지고 분수를 만드는 것이 쉬워진다. 또한 60은 1부터 6까지의 모든 수로 나눌 수 있는 수들 가운데 가장 작은 수이기도 하다. 육십진법 사용의 예는 시간 단위와 각의 측정을 들 수 있다.
한 자리에서 육십개의 숫자는 너무 많이 있기 때문에, 보통 자릿수 상승을 여러 단계로하여, 육십에 도달하면 구분 기호 ( : )를 붙인다. 예를 들어, 십진법을 이용하는 경우는 58, 59과 와서 그 다음은 1:00, 1:01 ...이되고, 육진법을 이용하는 경우는 134, 135과 와서 그 다음은 1:000, 1:001 …이된다.

## 표기법

### 쐐기 문자
1=𒁹
10=𒌋
60=𒐕
600=𒐞
3600=𒊹

### 현대의 표기법
1=(1)
60=(1,0)
⁠1/60⁠=(0:1)

## 기원
엄지 손가락을 뺀 나머지 손가락의 뼈 마디를 가리키면서 12개의 숫자를 세는 것이 가능하다. 아시아에서 여전히 사용되고 있는 전통 도량형 시스템은 이러한 방식으로 운용되며, 10십이진, 50십이진 (12십진, 60십진)에 근거하여 숫자 체계의 발생을 설명한다. 이 시스템에서는 한 손(대개 오른쪽)이 10십이진로 계수 되며, 숫자는 반복되는 성질을 가지고 있다.
육십진법의 기원을 정확히 알 수는 없지만 수메르 아카드의 기수법을 이어받은 바빌로니아와  메소포타미아에서 기원전 2000년경부터 사용한 것으로 추정된다.

## 활용

### 시간
대부분의 다른 진법들처럼, 육십진법은 현대 시대의 수단으로 일반적인 계산, 논리로 사용되진 않지만 오히려 각도 측정, 지리학적 좌표 및 시간으로 쓰여진다.
한 시간은 60분으로 나뉘며, 1분은 60초로 나뉜다. 따라서 3:23:17 (3시간 23분 17초)과 같은 시간 측정은 3 × 602 + 23 × 601 + 17 × 600 초를 의미하는 육십진법으로 해석될 수 있다. 각도의 단위는 한 원에 360(60×6)개가 있는 도이다. 1도에 60분, 1분에 60초가 있다. 육십진법에서 사용되는 단위 용어는 라틴어나 프랑스어인 prime or primus, seconde or secundus, tierce, quatre, quinte 등에서 기원하였다. 오늘날 시간을 재는 단위 초(second)도 여기서 기원하였다. 18세기에는 1초를 60으로 나눈 단위를 'tierce' 또는 'third' 라고 불렀다.

## 같이 보기
- 시계
- 위도
- 삼각법